# آناتولی سابچاک
آناتولی الکساندروویچ سابچاک (روسی: Анато́лий Алекса́ндрович Собча́к) (زاده ۱۰ اوت ۱۹۳۷ – درگذشته ۲۰ فوریه ۲۰۰۰) , سیاستمدار روسی و از نویسندگان قانون اساسی فدراسیون روسیه و اولین شهردار منتخب سنت پترزبورگ بود. او مربی و معلم ولادیمیر پوتین و دیمیتری مدودف محسوب می‌شود.

##### خانواده
پدرش الکساندر آنتونوویچ سوبچاک به عنوان مهندس راه آهن کار می‌کرد و مادرش نادژدا آندرئیونا لیتوینوا (۱۹۱۴، کوکند - ۱۹۸۶، تاشکند) یک حسابدار بود.  
از طرف پدربزرگ، آنتون سمیونوویچ سوبچاک، یک لهستانی روس شده بود و از طرف مادربزرگ، آنا آیوانوونا، اصلیتش به کشور چک می‌رسید؛ و از طرف پدر مادر روس و مادربزرگ او یک اوکراینی بود. پدرش الکساندر آنتونوویچ سوبچاک (۱۹۰۹، کوکند - ۱۹۷۸، تاشکند)، جزو نیرو های حاضر در جنگ جهانی دوم (از نوامبر ۱۹۴۴ در ارتش سرخ، عضو VKP ، از فوریه ۱۹۴۵) بود.
در ۱۸ مه ۱۹۴۵ به عنوان سرلشکر جوان سوبچاک برای آماده‌سازی نیروی پرسنلی برای عبور از خلیج فریش گاف مدال ستاره سرخ دریافت کردو پس از پایان جنگ به عنوان یک مهندس راه‌آهن شروع به کار کرد.

##### کودکی
آناتولی سوبچاک در تاریخ ۱۰ اوت ۱۹۳۷ در چیتا متولد شد.
دوران کودکی سوبچاک در شهر کوکند در ازبکستان گذشت. به دلیل انتقال پدر برای خدمت، والدین همراه با بچه‌ها به این شهر نقل مکان کردند.
او سه برادر دیگر داشت
طبق روایت‌ها آناتولی دانش‌آموز با استعداد و سخت‌کوشی بود.
او دوران کودکی خود را در ازبکستان (کوکند، تاشکند) سپری کرد.

##### تحصیلات و کار
در سال ۱۹۵۶ وارد دانشکده حقوق دانشگاه دولتی لنینگراد شد و در ۱۹۵۹، پس از فارغ‌التحصیلی از دانشگاه، آناتولی جوان به سازمان وکلا در کالج استاوروپل فرستاده شد و بواسطه نشان دان توانایی های خود به عنوان رئیس مشاوره حقوقی در استاوروپلسکی فعالیت کرد.
در سال ۱۹۶۲، جهت گذراندن دوره دکتری به دانشگاه لنینگراد بازگشت.
در سال ۱۹۶۴، پایان‌نامه دکتری خود را در حوزه "مسئولیت حقوق مدنی برای آسیب‌رسانی از طریق عمل از منبع خطر بالا" دفاع کرد. 
از سال ۱۹۶۵ تا ۱۹۶۸ همزمان با تحصیل در مدرسه ویژه پلیس لنینگراد وزارت داخله شوروی تدریس می‌کرد. 
از سال ۱۹۶۸ تا ۱۹۷۳ به عنوان مدرس دانشکده حقوق دانشگاه لنینگراد مشغول به کار شد. پس از دریافت درجه دکترای حقوق، آناتولی الکساندروویچ در سال ۱۹۸۵ ریاست دانشکده حقوق تجاری در همان دانشگاه را بر عهده گرفت.
در سال‌های ۱۹۶۸ تا ۱۹۷۳، از استادان دانشکده فناوری لنینگراد در صنعت مقوا و کاغذ بود. 
در سال ۱۹۷۳، پایان‌نامه دکتری خود را در موضوع "مسائل حقوقی مرتبط با محاسبات اقتصادی در صنعت شوروی" آماده کرد.
از سال ۱۹۷۳ تا ۱۹۸۱، به عنوان استادیار دانشکده حقوق دانشگاه لنینگراد فعالیت می‌کرد و از سال ۱۹۸۲ به عنوان دکتر حقوق و استاد همان دانشکده، جایگاه رئیس گروه حقوق اقتصادی را برعهده داشت.
او عضوی از اعضای اولین شورای ناظران دانشگاه اروپایی در سنت پترزبورگ بود.

##### ورود به سیاست
شروع مسیر سیاسی آناتولی الکساندروویچ سوبچاک به سال 1989 باز می‌گردد، زمانی که پس از عضویت در حزب کمونیست و فعالیت های بسیار زیاد، به عنوان نماینده مردمی انتخاب شد. در کنگره اول، پس از ورود به شورای عالی به عنوان رئیس زیرکمیته قانونگذاری اقتصادی تعیین و یکی از بنیانگذاران گروه نمایندگان بین‌مناطقی شورای عالی اتحاد جماهیر شوروی شد.
کمتر از یک سال بعد، آناتولی الکساندروویچ وارد شورای شهری لنینگراد شد و در مدت یک ماه به عنوان رئیس این شورا منصوب گشت در تاریخ ۲۳ می ۱۹۹۰ به عنوان رئیس شورای شهر لنینگراد منصوب شد. سمت رئیس شورای شهر لنینگراد به این معنا بود که رئیس شورا باید به نظرات شورا پایبند باشد و همان دستور العمل شورا را پیروی کند و در هر لحظه شورا می توانست رئیس شورا را برکنار کند. بنابراین، نمایندگان مجلس ملی متقاعد شدند که در لنینگراد مانند مسکو یک سمت شهردار معرفی شود لذا در سال در تاریخ ۱۲ ژوئن ۱۹۹۱ پس از انتخابات، به عنوان اولین شهردار سنت پترزبورگ (لنین گراد سابق) منصوب شد.
در همین زمان در یک رفراندوم تصمیم گرفته شد که نام لنینگراد به سنت پترزبورگ (نام قدیم قبل از انقلاب) برگردد. سابچاک نقش تصمیم‌گیری مهمی در بازگرداندن نام تاریخی سنت پترزبورگ به شهر داشت و بعدها این را به عنوان مهمترین دستاورد سیاسی خود می‌دانست. او امیدوار بود که پایتخت جدید روسیه به سنت پترزبورگ منتقل شود و گفته می‌شود تمایلات سیاسی او بیشتر سمت پادشاهی بود. در نوامبر ۱۹۹۱، آناتولی سابچاک با هماهنگی آناتولی الکساندرویچ، بزرگ دوک ولادیمیر کیریلویچ را به روسیه دعوت کرد.
جوانانی که آن دوره در شهرداری به مدیریت سوبچاک فعال بودند آینده سیاسی روسیه را در دست گرفتند که به طور خاص می‌توان از دمیتری مدودیو، ولادیمیر پوتین، ایگور سچین، الکسی میلر و بسیاری دیگر نام برد.
س

#### کودتای ماه آگوست
آناتولی سابچاک به طور فعال علیه اقدامات گروه کودتا در ماه آگوست سال ۱۹۹۱ اعتراض کرد و در واقع مقاومت مردمی علیه کودتا را در سنت پترزبورگ رهبری کرد. او در صبح روز ۱۹ آگوست در خانه‌ی یلچینوف در آرخانگلسک شرکت کرده و در تدوین اعلامیه "به شهروندان روسیه" و فرمان "درباره غیرقانونی بودن اقدامات گروه کودتا" که توسط بوریس یلچین امضا شد، نقش داشت. سپس در همان روز به لنینگراد رفت، مذاکراتی با ژنرال ویکتور سامسونوف انجام داد که او را از اقدامات فعال در حمایت از گروه کودتا باز داشت، در جلسه فوق‌العاده شورای شهر حضور یافت و سپس از طریق تلویزیون لنینگراد اظهاراتی درباره غیرقانونی بودن اقدامات گروه کودتا و فراخوان به شهروندان برای شرکت در تجمع ۲۰ آگوست در میدان قصر داد که صدها هزار نفر از مردم در آن شرکت کردند و خود نیز در این تجمع سخنرانی کرد که به لطف این اقدامات، فرمان‌های گروه کودتا در منطقه لنینگراد اجرا نشدند.

#### دوران پساشوروی
موقعیت آناتولی سابچاک به عنوان "شخصیت برجسته" شهر هرگز غیرقابل انکار نبود. او با شعار دموکراسی، همراه با تمایل به روش‌های مدیریتی استبدادی، که منجر به تنش‌های بی‌پایان با قدرت مقننه محلی می‌شد، ترکیب جدیدی از سیاست را در حکومت روسیه ایجاد کرد. سابچاک عاشق سخنرانی و نمایندگی بود.
در سال ۱۹۹۲ به روشنی درباره "ترکیبی از پارتی و نژادپرستان" در اوکراین بیانیه داد.
او به طور مکرر در سفرها و مراسم بین‌المللی به منظور جذب سرمایه‌گذاران و جریانات کمک‌های انسانی در شهر حضور یافت. اما سرمایه‌گذاری در غرب منجر به سرکوب صنایع محلی شد. در عین حال، مردم سنت پترزبورگ شهردار را به خاطر برگزاری مکرر رویدادهای بین‌المللی در سواحل رودخانه نو و اتهام به هدررفت بودجه شهر محکوم کردند.
آناتولی سابچاک به طور فعال در فرآیند ساخت قانون اساسی جدید روسیه شرکت کرد. بر اساس تصمیم شورای سیاسی جنبش دموکراتیک اصلاحات روسیه، او رهبری نوشتن یکی از نسخه‌های جایگزین آن را بر عهده داشت که در سال ۱۹۹۲ همراه با س. س. الکسیف به ارمغان آورد. دختر او، ک. آ. سابچاک و برخی از سیاستمداران (و. ل. شاینیس، و. ای. ماتفیانکو) او را یکی از نویسندگان اصلی قانون اساسی فعلی روسیه توصیف کرده‌اند.
در انتخابات ۱۲ دسامبر ۱۹۹۳، او رهبر لیست فدرال کلانتری برای دورهمی‌های دولتی روسیه از جنبش دموکراتیک اصلاحات بود. ، این ائتلاف تعداد آرا لاز م برای ورود  نمایندگان را نیافت. آنتون آنتونوف-اوسی‌ئنکو در بررسی کتاب "بیتلز اصلاحات" نوشته است: آناتولی الکساندروویچ از دبیر روابط عمومی خود، موراویوا، که تحت فرمان و حقوق او به عنوان فرماندار کار می‌کرد، شکایت کرد، اما در همان زمان او را به شدت سرزنش می‌کرد.
به گفته سیاستمدار و فعال اجتماعی ب. ل. ویشنفسکی، دقیقاً به دستور سابچاک، شورای شهر لنسووت در دوره 21 منحل شد. او در سال 1990 انتخاب شده بود و در تاریخ 21 دسامبر 1993 با فرمان شماره 2252 از طرف ب. ن. یلتسین ترکیباً بعد از اعتراض به فرمان شماره 1400 ریاست جمهوری روسیه درباره قطع فعالیت کنگره نمایندگان مردم و شورای عالی روسیه منحل شد.
از سال 1994، آناتولی سابچاک ریاست دولت سنت پترزبورگ را بر عهده داشت.

#### دوران سیاسی
در سال 1995، اطرافیان به ویژه سرگئی استانکویچ، سابچاک او را متقاعد کردند تا در انتخابات ریاست جمهوری روسیه در سال 1996 شرکت کند با این حال، آناتولی الکساندروویچ به طور قاطع از این ایده انصراف داد و گفت: با یلتسین در این مورد گفتگوی شخصی داشته که طی آن متوجه شده یلتسین برای دوره دوم نامزد خواهد شد و به هر قیمتی می‌خواهد پیروز انتخابات باشد. به عقیده استانکویچ، به همین دلیل "در اوایل سال 1996، یک حمله بی‌سابقه از نظر مقیاس و هزینه  توسط نیروهایی علیه سابچاک آغاز شد." همانطور که کسنیا دختر سابچاک، به خاطر می‌آورد: در دسامبر سال 1995، یک کمپین برای تضعیف پدرش آغاز شد که تقریباً تا زمان مرگ او ادامه داشت. بهانه رسمی برای این اذیت و از پا درآوردن او، توزیع آپارتمان‌ها در یک ساختمان تعمیر شده در مرکز سنت پترزبورگ بود. این داستان به طور مفصل در کتابش "دسته‌ای از چاقوها در پشت" توضیح داده شده است. یوری اسکوراتوف، معاون دادستان سابق، همچنین کورژاکوف، سوسکووتس، بارسوکوف و کولیکوف به صورت فعال در اذیت و تحقیر او دخالت کردند. آنها او را به عنوان یکی از رقبای قطبی برای پست ریاست جمهوری می‌دیدند و می‌گفتند که پس از مرگ یلتسین، سابچاک یکی از اشخاص آشکار برای پست ریاست جمهوری است.
در فوریه 1996، وارد شعبه سنت پترزبورگ از جنبش "خانه ما - روسیه" شد و در  16 ژوئن همان سال در انتخابات فرماندار سنت پترزبورگ که به طور رسمی ولادیمیر پوتین به عنوان رئیس ارشد تیم انتخاباتی سابچاک فعالیت می‌نمود به معاون خود ولادیمیر یاکوفلف شکست خورد و از سمت شهرداری سنت پترزبورگ استعفا داد.
مسیر حرفه‌ای سابچاک به عنوان یک سیاستمدار به همان سرعتی که آغاز شد، به پایان رسید. شهردار سنت پترزبورگ نمادی از گروه اجتماعی پررنگ روسیه شد که در اوایل دهه 90 تلاش می‌کردند تغییراتی را در کشور ایجاد کنند.
در تاریخ 3 اکتبر 1997، توسط معاونیت کل دادستانی به عنوان شاهد در پرونده فساد در سازمان‌های دولتی سنت پترزبورگ طرح شد. در سال 1997 به اتهام سوءاستفاده از مقام شهردار سنت پترزبورگ متهم شد که در پی این رویدادها، وضعیت سلامتی آناتولی به طور جدی بدتر شد و به جای زندان، وی به بیمارستان قلب منتقل شد که به دلیل حمله قلبی، پس از مدتی  در تاریخ 7 نوامبر 1997 با همکاری ولادیمیر پوتین، با یک هواپیمای چارتر، خاک روسیه را ترک کرد و به فرانسه برای درمان در بیمارستانی آمریکایی در پاریس سفر کرد. 
در آنجا تصمیم به فعالیت علمی گرفت و در دانشگاه سوربون و دیگر دانشگاه‌های برجسته‌ی این کشور، سخنرانی‌ها برگزار کرد، دو کتاب نوشت و بیش از ۳۰ مقاله علمی منتشر کرد.
در 13 سپتامبر 1998، معاونیت کل دادستانی روسیه پرونده کیفری علیه آناتولی سابچاک را به اتهام "رشوه" و "سوءاستفاده از اختیارات رسمی" آغاز کرد. او تا تاریخ 12 ژوئیه 1999 در پاریس زندگی می‌کرد و در سوربن و دانشگاه‌های دیگر فرانسه سخنرانی می‌کرد. در تاریخ 10 نوامبر 1999، پرونده کیفری علیه سابچاک به دلیل عدم وجود عناصر جنایت متوقف شد. سابچاک تصمیم گرفت به صحنه سیاسی بازگردد و هدف خود را برنده شدن در انتخابات فرمانداری بعدی قرار داد.
در  21 دسامبر 1999، در انتخابات مجلس دوم (دوما)، به عنوان نامزد "یابلوکا"، به پتر شلیشچ شکست خورد و اعلام کرد که تصمیم به شرکت در انتخابات فرماندار سنت پترزبورگ گرفته است.
در تاریخ 14 فوریه 2000 به عنوان نماینده و مشاور ارشد، ولادیمیر پوتین، در انتخابات ریاست جمهوری روسیه منصوب شد. در حمایت از پوتین به او گفت: "ولودیا، مدال برنز نگیر" 

#### مرگ مشکوک
در شب 19 به 20 فوریه 2000 حین دوران انتخابات پرشور سال روسیه در حالی که مشاور ولادیمیر پوتین بود شورای مشاوره سیاسی احزاب دموکراتیک و جنبش‌های سنت پترزبورگ را نیز رهبری می‌کرد، حین سفری که در چارچوب کمپین انتخاباتی انجام داد، در هتل "روس" در شهر سوتلوگورسک در منطقه کالینینگراد جان سپرد.
طبق نتیجه رسمی، علت مرگ او نارسایی قلبی بود. بلافاصله شایعاتی درباره قتل پخش شد به دلیل اینکه سوبچاک "بیش از حد زیادی می‌دانست". در تاریخ 6 مه پرونده کیفری درباره قتل (مسمومیت) توسط دادستانیت استان کالینینگراد آغاز شد. بررسی جسد که در سنت پترزبورگ انجام شد نشان داد که هیچ گونه مشروب الکلی یا ماده سمی در بدن وجود ندارد. در تاریخ 4 اوت دادستانیت استان کالینینگراد پرونده را مختومه کرد.
یک بررسی مستقل درباره مرگ سوبچاک توسط لودمیلا ناروسوا انجام شد. به گفته او، سوبچاک از سکته قلبی نمرده است. او در مصاحبه ادعا کرد علت توقف قلب را می‌داند، اما نمی‌تواند آن را فاش کند.

#### یادبود ها
بر قبر آناتولی سوبچاک در قبرستان نیکولسکوی الکساندرو-نفسکوی لاورا یک یادبودی ساخته مجسمه ساز مطرح روس، میخائیل شمیاکین نصب شده.
- در ۱۸ فوریه ۲۰۰۲، یوری آنتونوف، شهردار موقت سنت پترزبورگ، بخشنامه ای "درباره جاودانه‌سازی یادبود آناتولی سوبچاک" را امضا کرد. بر اساس این بخشنامه، دو تابلوی یادبود در محل کار پروفسور قبل از انتخاب او به عنوان شهردار (خیابان ۲۲، ساختمان دانشکده حقوق دانشگاه ایالتی سنت پترزبورگ) و همچنین در آخرین محل اقامت او (ساحل رودخانه مویکا، ساختمان ۳۱) نصب شدند. کمیته برنامه‌ریزی شهرسازی و معماری به همراه کمیته کنترل دولتی، استفاده و حفاظت از آثار و مکان‌های تاریخی و فرهنگی با همکاری بنیاد آناتولی سوبچاک را بر عهده گرفتند. همچنین کمیسیون توپونیمیک، یکی از پارک‌های بی‌نام شهر را به نام او ثبت کرد (این میدان به میدان مقابل سالن ام‌کیروف تغییر نام داد).

در 23 فوریه ۲۰۰۲، رئیس‌جمهور روسیه ولادیمیر پوتین فرمانی امضا کرد که بر اساس آن، دولت مأمور شد تا از سال ۲۰۰۲، ۱۰ مدرک بورسیه شخصی به نام سوبچاک برای دانشجویان رشته حقوق دانشگاه‌های دولتی و سایر مؤسسات آموزش عالی دارای مجوز دولتی تأسیس کند و نحوه اعطای این بورسیه‌ها را بر اساس رقابت تعیین کند. دولت فدرال روسیه "قوانین تعیین بورسیه‌های شخصی به نام آناتولی سوبچاک" را تأیید کرد.
- در سال اول مرگ سوبچاک، تمبر پستی و پاکت پستی به مناسبت ۶۵ سالگی تولد اولین شهردار سنت پترزبورگ، آناتولی سوبچاک، منتشر شدند. با این حال، این انتشار با نقض مستقیم ضوابط مربوط به نشانه‌های پستی و مهرهای پستی ویژه روسیه انجام شد. بند ۲.۱.۲ این ضوابط بیان می‌کند که شخصیت‌های برجسته دولتی، علمی و فرهنگی و هنری نمی‌توانندتا حداقل ۱۰ سال پس از مرگ در نشانه‌های پستی روسیه قرار بگیرند .
- در ژوئن ۲۰۰۲، رئیس‌جمهور روسیه، ولادیمیر پوتین، تابلوی یادبودی را به افتخار اولین شهردار سنت پترزبورگ، آناتولی سوبچاک، رونمایی کرد. این تابلو در ساختمان شماره ۳۱ در نزدیکی ساحل رودخانه مویکا نصب شده است. روی آن نوشته شده است: "در این ساختمان از سال ۱۹۹۰ تا ۲۰۰۰، آناتولی سوبچاک، اولین شهردار سنت پترزبورگ، زندگی می کرد". این تابلو که از برنز ساخته شده است، در پس زمینه تله‌های قلعه پتروپاولوفسک قرار دارد.

- در ۳۰ اوت ۲۰۰۲ در دانشکده حقوق دانشگاه دولتی سنت پترزبورگ، تابلوی یادبود به افتخار آناتولی سوبچاک، نصب شد. در مراسم افتتاحیه، سرپرست شورای فدراسیون مجلس فدرال روسیه، سرپرست مجلس شورای سنت پترزبورگ، دبیرکل اتحادیه پارلمان‌های آسیای میانه و اتحادیه دولت‌های مستقل (منطقه اقتصادی همکاری آسیای میانه)، رییس دانشگاه سنت پترزبورگ، معاون اول رییس اداره رئیس‌جمهور روسیه، نمایندگان دانشکده حقوق و دانشکده فلسفه حضور داشتند. تابلوی یادبود آناتولی سوبچاک طرح برجسته او اثر مجسمه‌ساز سوتلانا سربیاکووا رونمایی شد.
- در ۲۸ مارس ۲۰۰۴، رئیس جمهور گرجستان، میخائیل ساکاشویلی، فرمان شماره ۲۶۰ را درباره اقداماتی برای جاودانه ساختن خاطره آناتولی سوبچاک ابلاغ کرد، که در آن تصمیم گرفته شد یک مجسمه به افتخار آناتولی سوبچاک نصب شود و یک خیابان در شهر تفلیس به نام او نامگذاری شود.

- 2005 - میدان قبل از سالن سینمایی کیروف در سنت پترزبورگ به نام میدان سوبچاک تغییر نام داد.

- 12 ژوئن 2006 - رئیس جمهور روسیه ولادیمیر پوتین مجسمه آناتولی سوبچاک را در بزرگترین بلوار جزیره واسیلیوف در سنت پترزبورگ افتتاح کرد.
- 10 اوت 2007 - مراسم یادبودی به مناسبت 70 سالگی او برگزار شد. گلها و گلدانها از سوی رئیس جمهور روسیه، رئیس شورای فدراسیون، استاندار پایتخت شمالی، رئیس مجلس شهر و دیگران در کنار مجسمه قرار گرفت.
- 20 فوریه 2010 - در سالگرد 10 سالگی درگذشت او مراسم یادبودی در شهر برگزار شد. رئیس جمهور وقت کشور، دمیتری مدودف در آن شرکت کرد.
- در سال 2018، فیلم "پرونده‌ی سوبچاک" توسط ویرا کریچفسکایا ساخته شد که به زندگی و حرفه آناتولی سوبچاک اختصاص دارد. این فیلم مجموعه مصاحبه‌هایی با شرکت کنندگان در رویدادها را شامل می‌شود، از جمله مصاحبه با رئیس جمهور روسیه، ولادیمیر پوتین.
- 19 فوریه 2020، در سالن بزرگ فیلارمونیک اکادمیک سنت پترزبورگ به نام دیمیتری شوستاکوویچ، یک کنسرت یادبودی برگزار شد.
- بورس‌های تحصیلی شخصی به نام آناتولی سوبچاک برای دانشجویان دانشگاه‌های دولتی فدراسیون روسیه تأسیس شده است.
- از 20 فوریه 2020، موسسه بین‌المللی بانکداری نام آناتولی سوبچاک را  به خود اختصاص داد.
- یکی از اتاق‌های موزه تشکیل دموکراسی در روسیه معاصر به نام آناتولی سوبچاک است.
- در تاریخ 19 فوریه 2020، رئیس جمهور روسیه، ولادیمیر پوتین، فرماندار سنت پترزبورگ، الکساندر بگلوف، معاون ریاست اداره رئیس جمهور، دمیتری کوزاک، رئیس حسابرسی عمومی، الکسی کودرین، مدیرعامل بانک سبر، هرمان گرف، با حضور در مراسم درگذشت او یادش را زنده کردند.

1. ↑  Newsweek, "Russia's Mighty Mouse", 25 February 2008.